# Darius Khondji
Darius Khondji (AFI: [dɒːˈɾjuːs χoŋˈd͡ʒiː]; in persiano داریوش خنجی‎, Dāryush Khānjī; Teheran, 21 ottobre 1955) è un direttore della fotografia iraniano naturalizzato francese, attivo in campo cinematografico, pubblicitario e musicale.
Ha collaborato con autori visionari per film di straordinarie ambizioni figurative, come Delicatessen (1991) e La città perduta (1995) di Jean-Pierre Jeunet e Marc Caro, e Seven (1995) di David Fincher, riuscendo a spingere «le frontiere del visibile filmico al di là degli standard dell'imitazione naturalistica della realtà, sfruttando al meglio le sinergie tra scenografia, costume, make-up e architetture della luce, in una chiave postmoderna che all'occasione ha saputo attingere all'immaginario dell'arte contemporanea e del fumetto». I maggiori riconoscimenti, compresa la candidatura all'Oscar, gli sono arrivati per il lavoro nel musical Evita (1996).

## Biografia
Nato nel 1955 a Teheran da padre iraniano, un imprenditore attivo nella distribuzione di pellicole europee nel paese negli anni cinquanta e sessanta, e madre francese, si trasferisce con la famiglia a Parigi, dove dall'età di tredici anni comincia a cimentarsi con la cinepresa. Dopo aver conseguito il baccalaureat in filosofia, si trasferisce negli Stati Uniti per studiare cinema, prima alla UCLA poi all'Università di New York.
Ritornato in Francia nel 1981, lavora nella troupe di Bruno Nuytten (Ciao amico, 1983; Fort Saganne, 1984) e di Pascal Marti (Il desiderio e la corruzione, 1984; Le Lieu du crime, 1986, Double Messieurs, 1986; Giochi d'artificio, 1987) e collabora anche con il veterano Sacha Vierny (Flügel und Fesseln, 1985). Negli stessi anni si afferma nel campo dei video pubblicitari e musicali, lavorando con artisti quali Peter Lindbergh e Jean-Baptiste Mondino.
Fin dai primi anni novanta dimostra il suo talento con film dall'eccezionale impatto visivo, come Le Trésor des Îles Chiennes (1990), girato in CinemaScope e in bianco e nero, e il dittico Delicatessen (1991) e La città perduta (1995), nei quali esprime un gusto più vicino all'arte figurativa dei primi decenni del XX secolo e al fumetto che alla produzione cinematografica contemporanea.
Raggiunge la notorietà internazionale grazie ad un regista proveniente dalla pubblicità, lo statunitense David Fincher, che gli affida le immagini dell'inquietante noir Seven, dalle atmosfere espressioniste, create anche attraverso processi chimici per accentuare i neri. Collabora poi con importanti registi europei quali Bernardo Bertolucci (Io ballo da sola), Alan Parker (Evita), Neil Jordan (In Dreams), Michael Haneke (Amour) e Roman Polański (La nona porta).
Anything Else (2003) segna l'inizio di una collaborazione con Woody Allen, che prosegue con due film d'ambientazione europea, il francese Midnight in Paris (2011) e l'italiano To Rome With Love (2012).
Nel 2011 dirige la fotografia del video musicale creato per il singolo Marry the Night della cantautrice italo-americana Lady Gaga. Il video, diretto da Gaga stessa, e che vanta anche la direzione artistica di Gideon Ponte, è stato pubblicato il 1º dicembre.

## Filmografia

### Cortometraggi
- Courtes Chasses, regia di Manuel Flèche (1984)
- Classique, regia di Christian Vincent (1985)
- Sur les talus, regia di Laurence Ferreira Barbosa (1986)
- Bénie soit celle par qui le scandale arrive, regia di Aline Issermann (1988)
- Une femme pour l'hiver, regia di Manuel Flèche (1988)
- K.O.K., regia di Régine Chopinot (1988)
- Le Trou de la corneille, regia di François Hanss (1991)
- Inner Voices: A Film About Expression, regia di Peter Lindbergh (2000)
- Tubā, regia di Shirin Neshat (2002)
- Ich kann dir die Welt nicht zu Füßen legen..., regia di Ralf Schmerberg (2003)
- Protect You + Me., regia di Brady Corbet (2008)
- Invisible Boy, regia di Philippe Parreno (2010)
- C.H.Z, regia di Philippe Parreno (2011)
- Illusions & Mirrors, regia di Shirin Neshat (2013)
- Castello Cavalcanti, regia di Wes Anderson (2013)
- Anywhen in a Time Colored Space, regia di Philippe Parreno (2016)
- Anima, regia di Paul Thomas Anderson (2019)
- Strasbourg 1518, regia di Jonathan Glazer (2020)

### Lungometraggi
- Embrasse-moi, regia di Michèle Rosier (1989)
- Le Trésor des Îles Chiennes, regia di F. J. Ossang (1990)
- Delicatessen, regia di Jean-Pierre Jeunet e Marc Caro (1991)
- Models: The Film, regia di Peter Lindbergh (1991)
- A Praga (Prague), regia di Ian Sellar (1992)
- L'ombra del dubbio (L'Ombre du doute), regia di Aline Issermann (1993)
- Nuit d'essence, episodio di Parano, regia di Manuel Flèche (1994)
- La città perduta (La Cité des enfants perdus), regia di Jean-Pierre Jeunet e Marc Caro (1995)
- Marie-Louise ou la Permission, regia di Manuel Flèche (1995)
- Seven, regia di David Fincher (1995)
- Io ballo da sola (Stealing Beauty), regia di Bernardo Bertolucci (1996)
- Evita, regia di Alan Parker (1996)
- Alien - La clonazione (Alien Resurrection), regia di Jean-Pierre Jeunet (1997)
- In Dreams, regia di Neil Jordan (1999)
- La nona porta (The Ninth Gate), regia di Roman Polański (1999)
- The Beach, regia di Danny Boyle (2000)
- Panic Room, regia di David Fincher (2002)
- Anything Else, regia di Woody Allen (2003)
- Wimbledon, regia di Richard Loncraine (2004)
- The Interpreter, regia di Sydney Pollack (2005)
- Zidane - Un ritratto del XXI secolo (Zidane, un portrait du 21e siècle), regia di Douglas Gordon e Philippe Parreno (2006)
- Un bacio romantico - My Blueberry Nights (My Blueberry Nights), regia di Wong Kar-wai (2007)
- Funny Games, regia di Michael Haneke (2007)
- Rovine (The Ruins), regia di Carter Smith (2008)
- Chéri, regia di Stephen Frears (2009)
- Midnight in Paris, regia di Woody Allen (2011)
- To Rome With Love, regia di Woody Allen (2012)
- Amour, regia di Michael Haneke (2012)
- C'era una volta a New York (The Immigrant), regia di James Gray (2013)
- Magic in the Moonlight, regia di Woody Allen (2014)
- Irrational Man, regia di Woody Allen (2015)
- Civiltà perduta (The Lost City of Z), regia di James Gray (2017)
- Okja, regia di Bong Joon-ho (2017)
- Diamanti grezzi (Uncut Gems), regia di Josh e Benny Safdie (2019)
- Armageddon Time - Il tempo dell'apocalisse (Armageddon Time), regia di James Gray (2022)
- Bardo, la cronaca falsa di alcune verità (Bardo, falsa crónica de unas cuantas verdades), regia di Alejandro González Iñárritu (2022)
- Mickey 17, regia di Bong Joon-ho (2025)
- Eddington, regia di Ari Aster (2025)
- Marty Supreme, regia di Josh Safdie (2025)

### Televisione
- Too Old to Die Young – miniserie TV, 10 puntate (2019)
- La storia di Lisey (Lisey's Story) – miniserie TV, 8 puntate (2021)

## Videografia parziale

### Videoclip
- Tandem – Vanessa Paradis (1990)
- Fever – Madonna (1993)
- You Must Love Me – Madonna (1996)
- Don't Cry for Me Argentina – Madonna (1996)
- Frozen – Madonna (1998)
- Afrika Shox – Leftfield feat. Afrika Bambaataa (1987)
- Dirge – Death in Vegas (2000)
- Boiler – Limp Bizkit (2001)
- Say Somethin' – Mariah Carey feat. Snoop Dogg (2006)
- Long Distance Call – Phoenix (2006)
- Miles Away – Madonna (2008)
- Marry the Night – Lady Gaga (2011)
- Everything – Neneh Cherry (2014)
- Look What You Made Me Do – Taylor Swift (2017)
- Marcy Me – Jay-Z (2017)

### Spot pubblicitari
- Nissan – Engine, regia di Chris Cunningham (1999)
- Lancôme – Miracle, regia di se stesso (2001)
- Dior – J'adore, regia di Jean-Jacques Annaud (2011)
- Prada – Candy, regia di Wes Anderson e Roman Coppola (2013)

## Riconoscimenti
- Premio Oscar
  - 1997 – Candidatura alla migliore fotografia per Evita
  - 2023 – Candidatura alla migliore fotografia per Bardo, la cronaca falsa di alcune verità
- Premio BAFTA
  - 1997 – Candidatura alla migliore fotografia per Evita
- Premio César
  - 1992 – Candidatura alla migliore fotografia per Delicatessen
  - 1996 – Candidatura alla migliore fotografia per La città perduta
  - 2013 – Candidatura alla migliore fotografia per Amour
- David di Donatello
  - 1996 – Candidatura alla migliore fotografia per Io ballo da sola
- Globo d'oro
  - 1996 – Miglior fotografia per Io ballo da sola
- European Film Awards
  - 2012 – Candidatura alla migliore fotografia per Amour
- Independent Spirit Award
  - 2012 – Candidatura alla migliore fotografia per Midnight in Paris
  - 2015 – Candidatura alla migliore fotografia per C'era una volta a New York
- American Society of Cinematographers
  - 1996 – Candidatura alla miglior fotografia per Seven
  - 1997 – Candidatura alla miglior fotografia per Evita
  - 2023 – Candidatura alla miglior fotografia per Bardo, la cronaca falsa di alcune verità
- British Society of Cinematographers
  - 1995 – Candidatura alla miglior fotografia per Seven
  - 1996 – Candidatura alla miglior fotografia per Evita
  - 2011 – Candidatura alla miglior fotografia per Midnight in Paris
- Chicago Film Critics Association
  - 1995 – Migliore fotografia per Seven
  - 1997 – Candidatura alla migliore fotografia per Evita
  - 2022 – Candidatura alla migliore fotografia per Bardo, la cronaca falsa di alcune verità
- Los Angeles Film Critics Association
  - 1995 – Candidatura alla migliore fotografia per Seven
- National Society of Film Critics
  - 2015 – Migliore fotografia (2º posto) per C'era una volta a New York
- New York Film Critics Circle
  - 2014 – Migliore fotografia per C'era una volta a New York
- San Diego Film Critics Society
  - 2017 – Candidatura alla migliore fotografia per Civiltà perduta
- Satellite Award
  - 1996 – Candidatura alla migliore fotografia per Evita